# Париканъярви
Па́риканъя́рви (фин. Parikanjärvi) — озеро на территории Мийнальского сельского поселения Лахденпохского района Республики Карелия.

## Общие сведения
Площадь озера — 1,7 км², площадь бассейна — 6,42 км². Располагается на высоте 100,0 метров над уровнем моря.
Форма озера лопастная, немного вытянутая с севера на юг. Берега каменисто-песчаные, отчасти заболоченные, изрезанные, в результате чего у озера имеются заливы.
С завада в озеро впадает безымянный ручей, вытекающий из ламбины Сомпалампи (фин. Sompalampi).
С севера из озера вытекает безымянный ручей, втекающий в озеро Сикопохьянлахти (фин. Sikopohjanlahti) и далее — в озеро Матриярви, откуда через ряд озёр воды попадают в реку Иййоки.
В озере пять островов различной величины, сосредоточенных в южной части водоёма.
С востока от озера проходит грунтовая дорога местного значения 86К-119 («Элисенваара — госграница»). Возле северной оконечности озера расположен посёлок Сикопохья.
Код водного объекта в государственном водном реестре — 01040300211102000013001.